# 巖金四郎
巖 金四郎（いわお きんしろう、1911年9月24日 - 1994年12月30日）は、日本の男性俳優、声優、朗読家。東京府東京市（現・東京都文京区）出身。明治大学商学部中退。本名同じ。
プロダクション・タンクに所属していた。日本における声優の草分け的な存在とされる。全国芸能団運営会会長、元東京放送劇団代表、プロダクションTHG代表。

## 略歴
中学在学中から映画と演劇を好んでおり、学校を休んで浅草の劇場に通っていたとされる。
大学在学中は演劇部に所属。1936年、上二証券に入社。1941年、30歳の時にNHK東京放送劇団発足と同時に第1期研究生として入団。同期生には富田仲次郎、加藤道子らがいた。
以来俳優、声優として活躍。特に声優としては、ラジオ黎明期を支えた。そして、1947年放送開始のNHKラジオ『向う三軒両隣り』の坂東亀造役で一躍その名を知られるようになり、同劇団の看板俳優となった。朗読家としても著名であり、1959年、優れた朗読家に贈られる和田賞を受賞。
また、テレビアニメでは、代表作『ペリーヌ物語』のビルフラン役、『アルプス物語 わたしのアンネット』のペギン爺さん役などが有名であった。
1959年6月に東京放送劇団の体勢が変更された際には運営委員となる。
劇団を退団後は、Kプロダクション、番衆プロなどを経て、プロダクション・タンクへ所属。また、いつごろであるかは不詳だが、フリーの時期もあった。
1994年12月30日、肺炎のため埼玉県川越市の病院で死去。享年83。墓所は所沢市所沢聖地霊園。

## 人物
声種はテナー。
趣味は御面集めであった。その他の趣味は旅行。

## 出演

### ラジオ
- 銭形平次捕物控え（1946年）
- 激流（1947年）
- 向う三軒両隣り[16]（1947年 - 1953年） - 坂東亀造
- 鐘の鳴る丘（1947年）
- 銀座裏午前二時（1951年） - 夫[17]
- 霧の山（1952年） - 専務[18]
- 雨夜（1953年） - 金子[19]
- ふるさと（1953年） - 私[20]
- マルコと釘（1953年） - 谷中三六[21]
- 葵の上（1954年） - ナレーター
- 屏風の女（1959年）
- 風流あじろ笠（1961年）
- 日本沈没（1980年） - 田所博士
- さよなら林家三平（1985年） - 三遊亭金馬

### テレビドラマ
- 風流あじろ笠（1954年、NHK）
- 雁（1962年、NHK）
- 緑の散歩道（1963年、NHK）
- 大河ドラマ（NHK）
  - 赤穂浪士（1964年） - 吉田忠左衛門
  - 竜馬がゆく（1968年） - 源じいやん ※唯一の現存映像である第16話にも登場
  - 樅ノ木は残った（1970年） - 奥山大学
  - 春の坂道（1971年） - 本多正信
  - 国盗り物語（1973年） - 渡辺小左衛門
  - 元禄太平記（1975年） - 奥野将監
- 駅（1964年、NHK）
- 明治大正文学シリーズ 正直者（1964年、NHK）
- 開化探偵帳（1968年、NHK） - 庄司孫右衛門
- 帰ってきたウルトラマン 第30話「呪いの骨神 オクスター」（1971年、TBS / 円谷プロ） - 松山老人
- ミラーマン 第24話「カプセル冷凍怪獣コールドンに挑戦せよ!」（1972年、CX / 円谷プロ） - 川村博士
- ウルトラマンA 第47話「山椒魚の呪い!」（1973年、TBS / 円谷プロ） - 坂上サユリの祖父
- 風雪 第5回「大久保利通と車夫」（1964年、NHK） - 語り
- おはなはん（1966年 - 1967年、NHK）
- 無用ノ介 第18話「夏の終わり 無用ノ介はひとり」（1969年、NTV） - 死人小左衛門
- 鬼平犯科帳（松本幸四郎版）（1969年、NET / 東宝）
  - 第22話「決闘」（1970年3月3日） - 鶴の忠助
- おゝい雲（1971年、NHK） - 留次郎
- つぶやき岩の秘密（1973年、NHK） - 三浦源造
- 水色の時（1975年、NHK） - 今泉晋松
- お昼のテレビ小説 /  新妻に捧げる歌（1978年、CX / NMC） - 島田
- 熱い嵐（1979年、TBS系）
- 江戸の激斗（1979年、フジテレビ系）

### 映画
- 暁の銃弾（1954年、日本映画） - 平山刑事
- おんなの渦と淵と流れ（1964年、日活） - 片瀬直彦

### 舞台
- 人間の最後の誇り（1960年、手織座） - 一反田要介[22]
- 泥の子（1961年、手織座） - カッパ[23]
- 山参道（1965年、蓮の実会） - 喜平[24]

### テレビアニメ
- 新ジャングル大帝 進めレオ!（1966年）
- 星の子チョビン（1974年）
- 大雪山の勇者 牙王（1978年） - カネト
- ペリーヌ物語（1978年） - ビルフラン[25][1]
- ゲームセンターあらし（1982年） - 老人
- アルプス物語 わたしのアンネット（1983年） - ペギン爺さん[26][1]

### 劇場アニメ
- 西遊記（1960年） - 牛魔王
- アラビアンナイト シンドバッドの冒険（1962年） - 漂流した老船員
- わんぱく王子の大蛇退治（1963年） - 火の神[要出典]
- ドラえもん のび太と竜の騎士（1987年） - 法王[27]
- ペリーヌ物語（1990年） - ビルフラン・パンダボアヌ

### 吹き替え

#### 映画
- アルゴ探検隊の大冒険（アルゴス)
- 汚れなき悪戯（イエス・キリスト）
- 北極ものがたり（ナレーター）
- 昼下りの情事（クロード・シャヴァス）
- ファニー（シャルル・ボワイエ）
- マルセイユ特急（ジャック・ブリザード）
- ミニミニ大作戦（ブリッジャー）
- オデッサ・ファイル（サロモン・タウバー）※テレビ朝日版
- マッケンナの黄金（ナレーション）

#### ドラマ
- 刑事コロンボシリーズ
  - 溶ける糸（エドムンド・ハイデマン）
  - 忘れられたスター（ヘンリー・ウィリス）
- 大草原の小さな家（ロバート・オルデン牧師[1]）
- タイムトンネル「火山の島」（ホーランド博士 / トリン・サッチャー）
- 謎の円盤UFO（ジェームズ・ヘンダーソン長官）
- プリズナーNo.6（No.2〈パトリック・カーギル〉）
- ミステリーゾーン（ウォルター・ハンリー[28]）

### 人形劇
- 今は昔

## 受賞歴
- 芸術祭奨励賞（1955年）[7]
- 和田賞（1959年）[6][7]
- 紫綬褒章（1980年）[8]
- 勲四等旭日小綬章（1986年）[9]

## 参考となったサイト及び書籍
- 『goo映画』（NTTレゾナント）
- 『Hatena：：Diary』（はてな）
- 『TFC DVD NET-DVD&VIDEO－』（東北新社）
- 『The Internet Movie Database（IMDb）』（Internet Movie Database Inc.（アメリカ））
- 『芸能人物事典　明治・大正・昭和』（日外アソシエーツ）
- 『声優事典』（キネマ旬報社）
- 『声優事典 第二版』（キネマ旬報社）
- 『声優名鑑』（成美堂出版）